# Catherine Keller
Catherine Keller (* 1953) ist eine US-amerikanische Theologin, die der Constructive Theology, aber auch der Prozesstheologie zugeordnet werden kann. Sie ist George T. Cobb Professor of Constructive Theology an der Drew Theological School (New Jersey).

## Leben und Werk
Catherine Keller studierte Theologie an der Universität Heidelberg (B.A. Äquivalent 1974), in Saint Louis, Missouri (Eden Theological Seminary, M.A. 1977) sowie an der Claremont Graduate School (PhD, Philosophy of Religion and Theology 1984). Aus ihrer Dissertation ging ihr erstes Buch hervor: From a Broken Web: Separation, Sexism and Self (1986). Seit 1986 lehrt sie an der Drew Graduate Division of Religion. Im Jahr 2000 war sie Mitbegründerin der dortigen Transdisciplinary Theological Colloquia aus denen eine Fülle von interdisziplinären Sammelbänden hervorging.
Kellers Werk beginnt mit ihrer Dissertation über das Themenfeld der Feministischen Theologie. Bereits ihr zweites Buch fügt dem eine Thematik hinzu, die sie immer wieder beschäftigen sollte: die Apokalypse. In Apocalypse Now and Then: A Feminist Guide to the End of the World (1996. 2005) entwickelt sie eine Counter-Apocalypse, die sich gegen die Allianz von Evangelikaler Theologie und Konservativer Politik richtet, zugleich aber das religiöse Desinteresse liberaler Kreise kritisiert. Vielmehr soll die faktische kulturelle Wirksamkeit der apokalyptischen Bilder und Metaphern aufgegriffen und für eine humane, feministische und postkoloniale Welt fruchtbar gemacht werden. Diese Linie des Werkes wird weitergeführt in God and Power: Counter-Apocalyptic Journeys (2005), ein Buch das auf 9/11 reagiert, in Political Theology of the Earth: Our Planetary Crisis and the Struggle for a New Public (2018), ein Buch, das vor allem die Möglichkeiten politischer Theologie in kritischer Auseinandersetzung mit Carl Schmitt auslotet, sowie schließlich in ihrem Werk Facing Apocalypse: Climate, Democracy and Other Last Chances (2021), einer Art biblisch-politischer Meditation.
Weitere Bücher befassen sich mit der Prozesstheologie, in die das Buch On the Mystery (2008) eine sehr zugängliche und empfehlenswerte Einleitung bietet, mit der Schöpfungstheologie, in der sie in Face of the Deep (2003) das traditionelle Konzept der creatio ex nihilo durch eine creatio ex profundis ersetzt, sowie mit der mystischen Theologie, die in Cloud of the Impossible (2014) zu einer Neubestimmung des planetarischen Engagements aufgerufen wird.
Catherine Keller gilt als eine der profiliertesten und kreativsten Theologinnen der Gegenwart und ist über die genannten Themenfelder hinaus für ihr Engagement in dem Feld der Theopoetics bekannt. 2025 wurde sie zum Mitglied der American Academy of Arts and Sciences gewählt.

## Monographien
- No Matter What. Crisis and the Spirit of Planetary Possibility. New York: Fordham University Press, 2025 (Eine Sammlung von Aufsätzen und Vorträgen, teils bereits publiziert, aus den Jahren 2018-2024)
- Facing Apocalypse: Climate, Democracy and Other Last Chances. New York: Orbis Press, 2021
- Political Theology of the Earth: Our Planetary Crisis and the Struggle for a New Public. New York: Columbia University Press, 2018
- Intercarnations: Exercises in Theological Possibility. New York: Fordham Press, 2017 (Eine Sammlung von Aufsätzen und Vorträgen, teils bereits publiziert, aus den Jahren 2005-2017)
- Cloud of the Impossible: Negative Theology and Planetary Entanglement. New York: Columbia University Press, 2014
- On the Mystery: Discerning Divinity in Process. Minneapolis. Fortress Press, 2008. Deutsch: Über das Geheimnis. Gott erkennen im Werden der Welt. Eine Prozesstheologie. Übers. v. Angelika Reichl. Freiburg: Verlag Herder, 2013
- Face of the Deep: A Theology of Becoming. London: Routledge, 2003
- God and Power: Counter-Apocalyptic Journeys. Minneapolis: Fortress, 2005 (Eine Sammlung von Aufsätzen und Vorträgen, teils bereits publiziert, aus den Jahren 2000-2005)
- Apocalypse Now and Then: A Feminist Guide to the End of the World. Boston: Beacon Press, 1996. Neuauflage: Minneapolis: Fortress Press, 2005
- From a Broken Web: Separation, Sexism and Self. Boston: Beacon Press, 1986. Deutsch: Der Ich-Wahn: Abkehr von einem lebensfeindlichen Ideal. Übers. v. Erika Wisselinck Zürich: Kreuz Verlag, 1989. Wiederaufgelegt als Penelope verlässt Odysseus: Auf dem Weg zu neuen Selbsterfahrungen. Vorwort von Jürgen Moltmann und Elisabeth Moltmann Wendel, 1993

## Sammelbände
- Political Theology On Edge. Ruptures of Justice and Belief in the Anthropocene. Herausgegeben mit Clayton Crockett, 2022
- Entangled Worlds: Religion, Science, and New Materialisms. Herausgegeben mit Mary-Jane Rubenstein. New York: Fordham Press, 2018
- Common Goods: Economy, Ecology, and Political Theology. Herausgegeben mit Melanie Johnson-DeBaufre und Elias Ortega-Aponte. New York: Fordham Press, 2015
- Reason and Reenchantment: The Philosophical, Religious, and Political Thought of David Ray Griffin. Herausgegeben mit Roland Faber und Richard Falk. Claremont, CA: Process Century Press, 2013
- Polydoxy: Theology of Multiplicity and Relation. Herausgegeben mit Laurel C. Schneider. New York & London: Routledge, 2010
- Apophatic Bodies: Negative Theology, Incarnation & Relationality. Herausgegeben mit Christopher Boesel. New York: Fordham University Press, 2010
- Ecospirit: Theologies and Philosophies of the Earth. Herausgegeben mit Laurel Kearns. New York: Fordham Press, 2007
- The American Empire and the Commonwealth of God: a Political, Economic, Religious Statement. Herausgegeben mit David R Griffin, John B. Cobb, Jr,. Richard A. Falk. Louisville: Westminster John Knox Press, 2006
- Toward a Theology of Eros: Transfiguring Passion at the Limits of Discipline. Herausgegeben mit Virginia Burrus. New York: Fordham Press, 2006
- Postcolonial Theologies: Divinity and Empire. Herausgegeben mit Mayra Rivera und Michael Nausner. St. Louis: Chalice, 2004
- Process and Difference: Between Cosmological and Poststructrualist Postmodernisms. Herausgegeben mit Anne Daniell. N.Y.: SUNY, 2002

## Aufsätze in deutscher Sprache
- Der Gott, den wir brauchen. Theologie für das 21. Jahrhundert, in: Karlheinz Ruhrstorfer (Hg): Das Ewige im Fluss der Zeit. Der Gott, den wir brauchen. 2016, 17–31
- „Ihr müsst Fische sein“. Eine Theologie des Werdens aus dem Chaos, in: Schlangenbrut 28 (2010) Nr. 111, 38–40
- Creatio ex Profundis: Chaostheorie und Schöpfungslehre, in: Evangelische Theologie (2009) 356–366.
- Die Liebe im Postkolonialismus: Theologie in den Zwischenräumen des Empire, in: Postkoloniale Theologien. Bibelhermeneutische und kulturwissenschaftliche Beiträge. 2013, 251–275
- Das Heil fließt: eine Eschatologie für einen wesleyanischen Feminismus, in: Theologie für die Praxis, 34/1 (2008) 4–17
- Ex profundis: Die verlorene Chaostheorie der Schöpfung, in: Severin Lederhilger (Hg): Mit Gott rechnen. Die Grenzen von Naturwissenschaft und Theologie. 2006, 39–57
- Die Faszination der Apokalypse und das Übel des Weltuntergangs, in: Concilium, 34/1 (1998) 56–65
- Pneumatische Anstöße: Die Theologie Jürgen Moltmann, der Feminismus und die Zukunft, in: Die Theologie auf dem Weg in das dritte Jahrtausend. Festschrift für Jürgen Moltmann zum 70, Geburtstag, hg. von C. Krieg, T. Kucharz, M. Volf. 1996, 163–179
- Brennende Zungen. Eine feministisch trinitarische Erkenntnistheorie, in: Verkündigung und Forschung 41/2 (1996) 70–84
- Die Frau in der Wüste. Ein feministisch-theologischer Midrasch zu Offb 12, in: Evangelische Theologie (1990) 414–432